# Gyroscala rupicola
Gyroscala rupicola is een slakkensoort uit de familie van de Epitoniidae. De wetenschappelijke naam van de soort is voor het eerst geldig gepubliceerd in 1860 door Kurtz.